# Мирон Станкевич
Мирон Станкевич (англ. Myron Stankiewicz; 4 грудня 1935, Кіченер — 11 вересня 2024, Лондон) — канадський хокеїст, що грав на позиції крайнього нападника.
Його старший брат Ед також був хокеїстом та провів шість матчів в НХЛ.
Помер у віці 88 років в Лондоні, Онтаріо.

## Ігрова кар'єра
Професійну хокейну кар'єру розпочав 1955 року.
Протягом професійної клубної ігрової кар'єри, що тривала 15 років, захищав кольори команд «Герші Берс», «Сент-Луїс Блюз» та «Філадельфія Флаєрс».

## Статистика НХЛ
| Сезон        | Клуб                 | Ліга         | Регулярний сезон | Регулярний сезон | Регулярний сезон | Регулярний сезон | Регулярний сезон | Плей-оф | Плей-оф | Плей-оф | Плей-оф | Плей-оф |
| Сезон        | Клуб                 | Ліга         | І                | Г                | П                | О                | ШХ               | І       | Г       | П       | О       | ШХ      |
| ------------ | -------------------- | ------------ | ---------------- | ---------------- | ---------------- | ---------------- | ---------------- | ------- | ------- | ------- | ------- | ------- |
| 1968—1969    | «Сент-Луїс Блюз»     | НХЛ          | 16               | 0                | 2                | 2                | 11               | –       | –       | –       | –       | –       |
| 1968—1969    | «Філадельфія Флаєрс» | НХЛ          | 19               | 0                | 5                | 5                | 25               | 1       | 0       | 0       | 0       | 0       |
| Усього в НХЛ | Усього в НХЛ         | Усього в НХЛ | 35               | 0                | 7                | 7                | 36               | 1       | 0       | 0       | 0       | 0       |